# 簡松年
簡松年，SBS，BBS，JP（Tony Kan Chung Nin，1950年—）簡松年律師行創辦人。現任全國政協委員。他在1963年畢業於元朗官立小學，後入讀中華基督教會何福堂書院。他於1969年曾報讀葛量洪教育學院不遂，曾任沙田區區議員、區域市政局議員等職。1997年至1999年擔任臨時區域市政局副主席。1989年獲頒授榮譽勳章。1999年獲頒授銅紫荊星章。2003年獲委任為太平紳士。
2011年，簡松年宣布放棄連任沙田區議員，並由他的議員助理黃宇翰接棒。2018年1月，当选第十三届全国政协委员。

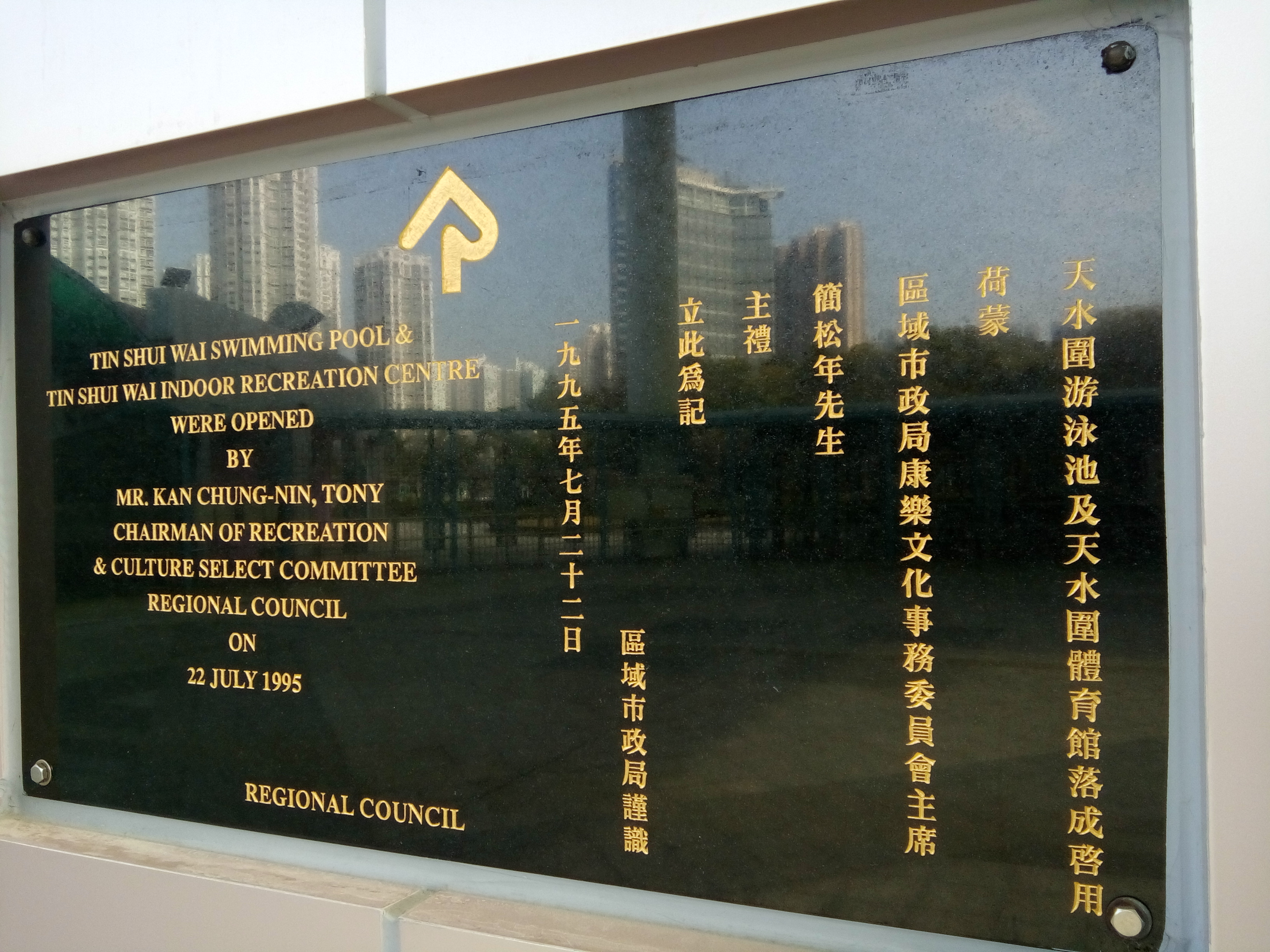

## 社團公職
簡松年是第十屆香港廣東社團總會常務副主席。